# 別所町 (さいたま市)
別所町（べっしょちょう）は、埼玉県さいたま市北区の町名。現行行政地名は別所町のみ。丁目を持たない単独町名である。住居表示未実施地区。郵便番号は331-0821。本項では、別所町の前身である大字大谷別所（おおやべっしょ）や、かつて同地域に存在した別所村（べっしょむら）→大谷別所村（おおやべっしょむら）についても述べる。

## 地理
さいたま市北区北部の概ね大宮台地上に位置する。吉野町・宮原町・奈良町、上尾市西宮下・同栄町・同向山・同大字大谷本郷と隣接する。町域の概ね西端を鴨川が流れる。また、逆川が台地を開析しながら流れ、奈良町との境界を成している。全体的に市街化区域に指定されているが、鴨川付近が市街化調整区域に指定されている。地内の土地利用は主に住宅地で、生産緑地地区が地内に点在する。

### 地価
住宅地の地価は、2021年（令和3年）1月1日の公示地価によれば、別所町17番7の地点で11万8000円/m2となっている。

## 歴史
もとは江戸期より存在した武蔵国足立郡大谷領に属する別所村で、古くは水判土荘に村域が属していたと云われている。村高は正保年間の『武蔵田園簿』では207石余（田96石余、畑90石余、山高20石余）、『元禄郷帳』および『天保郷帳』では257石余であった。助郷は中山道上尾宿に出役していた。化政期の世帯数は37軒で、村の規模は東西10町余、南北18町余であった。
- 初めは幕府領、1624年（寛永元年）より知行は旗本柴田氏[7]。なお、検地は元禄2年に実施[8]。
- 1698年（元禄11年）より再び幕府領、1701年（元禄14年）より知行は旗本春日氏[7]。
- 1828年（文政11年）より上尾宿寄場64か村組合に所属[7]。
- 幕末の時点では足立郡に属し、明治初年の『旧高旧領取調帳』の記載によると、春日半次郎の知行[9]。
- 1868年（慶応4年）6月19日 - 武蔵知県事・山田政則（忍藩士）の管轄となる。
- 1869年（明治2年） 
  - 1月13日 - 武蔵知県事・宮原忠英の管轄区域に大宮県を設置、同県の管轄となる。県庁は東京府馬喰町に置かれる。
  - 9月29日 - 県庁が浦和に置かれ浦和県に改称。
  - 12月2日 - 旗本領が上知され、浦和県の管轄となる（府藩県三治制も参照）。
- 1871年（明治4年）11月13日 - 第1次府県統合により埼玉県の管轄となる。
- 1879年（明治12年）3月17日 - 郡区町村編制法により成立した北足立郡に属す。郡役所は浦和宿に設置。それに伴い、郡内に同名の村（現・さいたま市南区別所および同市西区大字指扇領別所）が所在したことから、大谷を冠称して大谷別所村となる[7]。
- 1883年（明治16年）7月28日 - 地内に日本鉄道の第一区線（現・JR高崎線）が開通する。
- 1889年（明治22年）4月1日 - 町村制施行に伴い、加茂宮村・吉野原村・奈良瀬戸村・大谷別所村が合併し、宮原村が発足。大谷別所村は宮原村の大字大谷別所となる。
- 1940年（昭和15年）11月3日 - 大宮町・三橋村・日進村・宮原村・大砂土村が合併し、大宮市が発足[10]。大宮市の大字となる。
- 1960年（昭和35年）11月1日 – 町名地番変更により、大字大谷別所の大部分から別所町が成立[11]。その後残る大字大谷別所の部分も編入。
- 1964年（昭和39年）1月7日 - 一部を施行区域に含む大宮市北部土地区画整理事業の事業計画決定が告示される[12]。
- 1973年（昭和48年）10月26日 - 大宮市北部土地区画整理事業の換地処分が前日に行われた[12]ことに伴い、地番変更が行われる。
- 1974年（昭和49年） 
  - 6月9日 - 地内に大宮市立別所小学校（現・さいたま市立大宮別所小学校）が 大宮市立宮原小学校（現・さいたま市立宮原小学校）内の仮校舎より移転する。
  - 9月1日 - 大宮市と上尾市との境界変更を実施、上尾市大字西宮下の一部を別所町へ編入し、別所町の一部を上尾市側へ編入する[13][14][7]。これにより該当区域に居住する2世帯4人が大宮市へ移る。
- 1993年（平成5年）12月14日 - 一部を施行区域に含む別所・西宮下土地区画整理事業の事業計画決定が告示される[12]。
- 1998年（平成10年）12月25日 - 別所・西宮下土地区画整理事業の進捗に伴い、大宮市と上尾市の境界変更を実施[15]。
- 2000年（平成12年）3月24日 - 別所・西宮下土地区画整理事業の換地処分が前日に行われた[12]ことに伴い、地番変更が行われる。
- 2001年（平成13年）5月1日 - 浦和市・大宮市・与野市が合併し、さいたま市が発足。同市の町名となる。
- 2003年（平成15年）4月1日 - さいたま市が政令指定都市に移行し、同市北区の町名となる。

## 世帯数と人口
2017年（平成29年）9月1日時点の世帯数と人口は以下の通りである。
| 町丁   | 世帯数    | 人口    |
| ------ | --------- | ------- |
| 別所町 | 2,513世帯 | 6,028人 |

## 小・中学校の学区
市立小・中学校に通う場合、学区（校区）は以下の通りとなる。
| 区域 | 小学校                     | 中学校                 |
| ---- | -------------------------- | ---------------------- |
| 全域 | さいたま市立大宮別所小学校 | さいたま市立宮原中学校 |

## 交通

### 鉄道
東部を東日本旅客鉄道（JR東日本）高崎線が南北に通るが駅はない。最寄り駅は同線宮原駅で、別所町17番7の地点からおよそ1.8 kmの位置にある。宮原駅 - 上尾駅間に新駅を設置する構想があるが、設置に向けた具体的な動きは今のところない。

### 道路
- 埼玉県道164号鴻巣桶川さいたま線（旧中山道）
- 吉野原今羽線
- 奈良別所通り
- しらかば通り

## 地域

### 公園・緑地
- 別所公園
- 東公園
- 小山公園
- 庚申公園
- 滝宮公園
- 別所北公園
- 別所住宅公園
- 神明公園

### 施設
- さいたま市立大宮別所小学校
- 埼玉県警察本部分庁舎
- 別所団地
- 大宮別所住宅
- 別所町自治会館
- 別所住宅集会所
- 別所団地自治会館
- 大宮さくら保育園
- 光照寺
- 長福寺
- 八雲神社
- 別所稲荷神社
- 二道院一念寺